# Georg Nordblad
Georg Julius Wilhelm Nordblad (* 24. August 1894 in Helsinki; † 15. August 1970 ebenda) war ein finnischer Sportschütze.

## Erfolge
Georg Nordblad nahm an den Olympischen Spielen 1924 in Paris im Trap teil. Im Mannschaftswettbewerb belegte er mit der finnischen Mannschaft hinter den Vereinigten Staaten und Kanada den dritten Platz. Mit insgesamt 360 Punkten war die Mannschaft, die neben Nordblad noch aus Konrad Huber, Robert Tikkanen, Werner Ekman, Magnus Wegelius und Robert Huber bestand, gleichauf mit den Kanadiern, unterlag diesen aber in einem abschließenden Stechen und gewann damit die Bronzemedaille. Nordblad war mit 80 Punkten der zweitschwächste Schütze der Mannschaft, sodass seine Punktzahl nicht in die Gesamtwertung einging. Die Einzelkonkurrenz schloss er mit 89 Punkten auf dem 24. Platz ab.